# 대만의 공항 목록
대만의 공항 목록이다.

## 같이 보기
- 대만의 교통
- ICAO 공항 코드 목록: R